# Oloipiri
Oloipiri ist ein Verwaltungsbezirk (Ward) des Distrikts Ngorongoro in der tansanischen Region Arusha.

## Geografie
Oloipiri liegt im Norden von Tansania etwa 200 Kilometer Luftlinie nordwestlich von Arusha. Das Land liegt auf einer Hochfläche von beinahe 2000 Meter Seehöhe. Der größte Fluss ist der Oloipiri, der in Kenia entspringt und über den Grumeti in den Victoriasee entwässert.
Der Bezirk grenzt im Norden an Soitsambu, im Osten an Enguserosambu, Orgosorok und Olorien, im Süden an Maalon und im Westen an den Distrikt Serengeti der Region Mara. Das Land ist 590 Quadratkilometer groß und bei der Volkszählung 2022 lebten hier 9917 Menschen in 2041 Haushalten.

## Gliederung
Oloipiri besteht aus zwei Gemeinden (Mtaa) mit sieben Orten (Kitongoji):
| Oloipiri - Oloipiri - Orkuyene - Esero | Sukenya - Embaash-Oloipiri - Engototo - Orongai - Oloikoboi |

## Wirtschaft und Infrastruktur
- Gesundheit: Im Bezirk gibt es zwei öffentliche Apotheken, je eine in Oloipiri[8] und in Sukenya.[9]